# Teleforals
Els teleforals (Thelephorales) són un ordre de fongs de la classe dels agaricomicets (Agaricomycetes). Aquest ordre inclou fongs corticioides i hidnoides, junt amb unes poques espècies de fongs polipors i clavarioides. Tots els fongs dins l'ordre Thelephorales són ectomicorrícis. Sarcodon imbricatus i la llengua de bou (Hydnum repandum) són comestibles i es comercialitzen, algunes espècies es fan servir per a fer tints.

## Taxonomia
L'ordre del teleforals inclou unes 300 espècies repartides en dues famílies:
- Família Bankeraceae Donk
- Família Thelephoraceae Chevall.

## Galeria

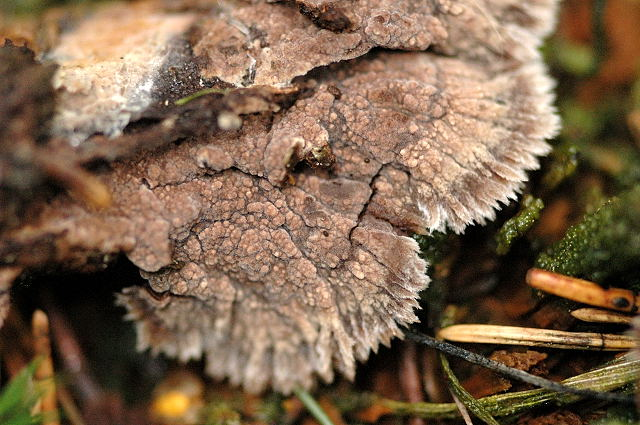
Thelephora terrestris (Thelephoraceae)
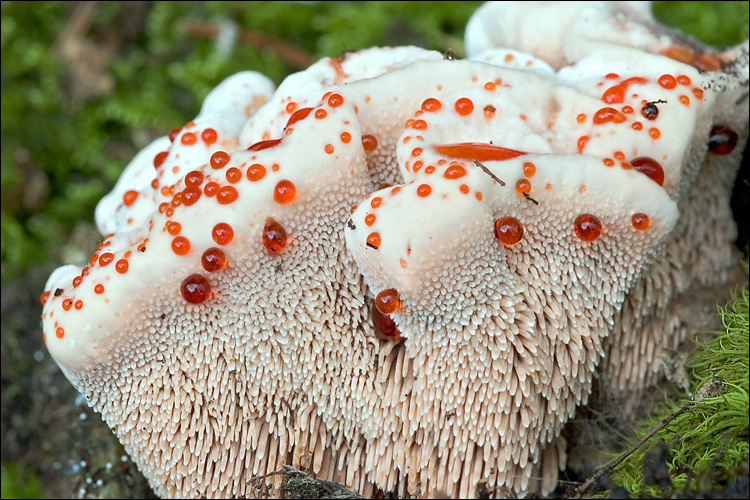
Hydnellum ferrugineum (Bankeraceae)
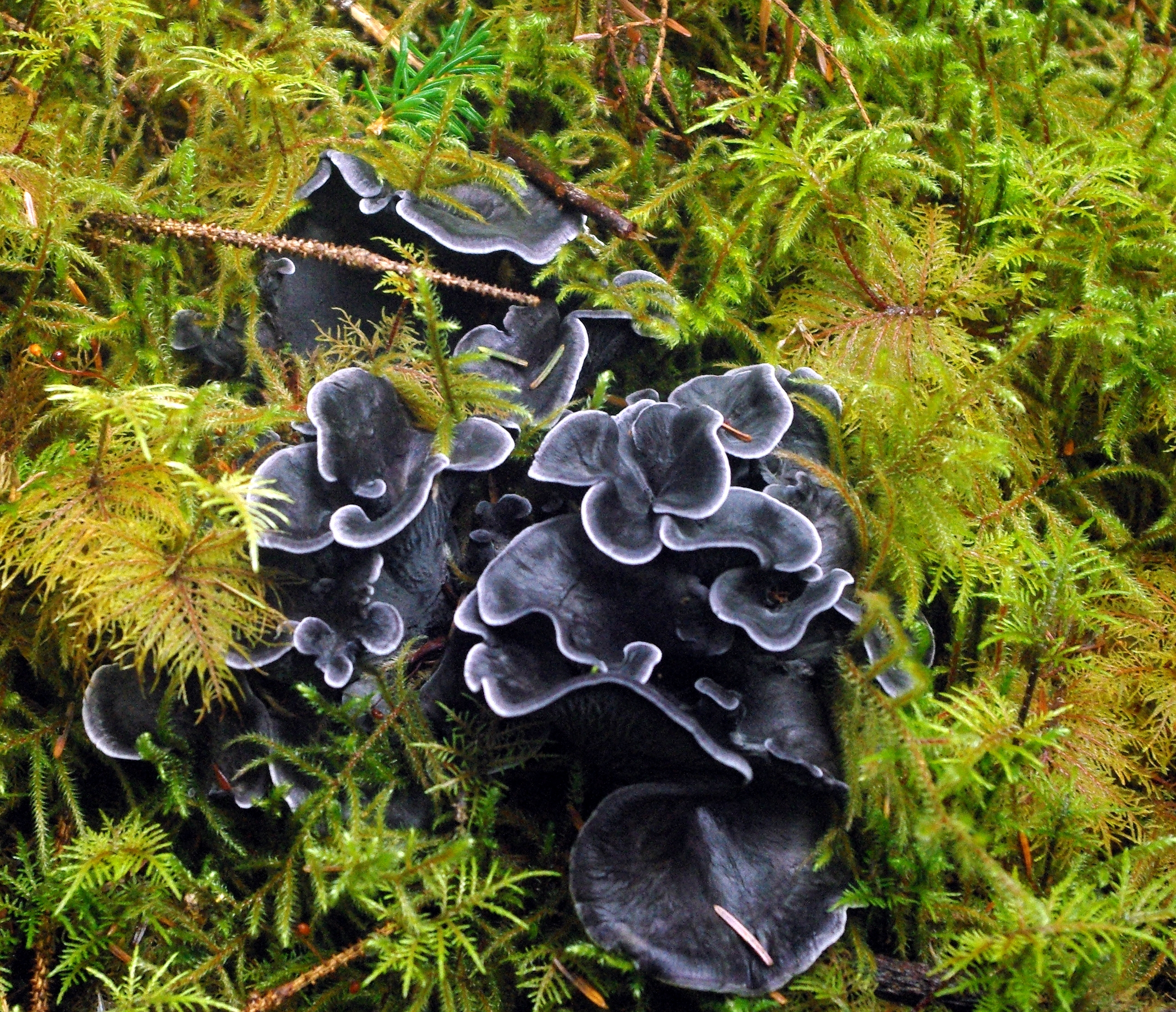
Polyozellus multiplex (Thelephoraceae)